# Isla Los Federales
Isla Los Federales är en ö i Mexiko. Den ligger i delstaten Tamaulipas, i den nordöstra delen av landet. Arean är 0,80 kvadratkilometer. 